# Lasciati pensare
Lasciati pensare è un singolo del cantautore italiano Biagio Antonacci, pubblicato il 29 marzo 2024 come sesto estratto dal sedicesimo album in studio L'inizio.

## Tracce
Testi di Biagio Antonacci, musiche di Biagio Antonacci, Placido Salamone.
1. Lasciati pensare – 2:54